# Де Мојн
Де Мојн (енгл. Des Moines) главни и највећи је град америчке савезне државе Ајова. По попису становништва из 2020. у њему је живело 214.133 становника. Налази се у центру Ајове. Кроз Де Мојн протичу реке Де Мојн и Ракун.
Де Мојн је основан 1843. године под именом Форт Де Мојн, а статус града је стекао 1851. године. Главни град Ајове је постао 1857. године. Најјача грана привреде у граду је индустрија осигурања.

## Етимологија имена мјеста
Поријекло имена града је и данас непознаница, постоји више теорија, по једној то је искривљени француски изговор од индијанског имена за истоимену ријеку Де Мојн, коју су они звали Moingona, по другој теорији име је произашло из француске ријечи 'moyen (средина) јер се мјесто налазило на средини између ријека Мисури и Мисисипи, а по трећој име града води порекло од француске речи moines (редовници), јер су редовници Траписти ту живели.

## Географија
Де Мојн се налази на надморској висини од 291 m. Лежи на ушћу река Де Мојн и Ракун, удаљен 532 km западно од Чикага и Великих језера.

### Клима
| Клима (Де Мојн)            | Клима (Де Мојн) | Клима (Де Мојн) | Клима (Де Мојн) | Клима (Де Мојн) | Клима (Де Мојн) | Клима (Де Мојн) | Клима (Де Мојн) | Клима (Де Мојн) | Клима (Де Мојн) | Клима (Де Мојн) | Клима (Де Мојн) | Клима (Де Мојн) | Клима (Де Мојн) |
| Показатељ \ Месец          | .Јан.           | .Феб.           | .Мар.           | .Апр.           | .Мај.           | .Јун.           | .Јул.           | .Авг.           | .Сеп.           | .Окт.           | .Нов.           | .Дец.           | .Год.           |
| -------------------------- | --------------- | --------------- | --------------- | --------------- | --------------- | --------------- | --------------- | --------------- | --------------- | --------------- | --------------- | --------------- | --------------- |
| Средњи максимум, °C (°F)   | −2,2 (28)       | 0,9 (33,6)      | 8,3 (46,9)      | 16,6 (61,9)     | 22,8 (73)       | 27,9 (82,2)     | 30,4 (86,7)     | 29,0 (84,2)     | 24,2 (75,6)     | 17,9 (64,2)     | 8,9 (48)        | 0,3 (32,5)      | 15,4 (59,7)     |
| Просек, °C (°F)            | −7,0 (19,4)     | −4,1 (24,6)     | 2,9 (37,2)      | 10,5 (50,9)     | 16,8 (62,2)     | 22,1 (71,8)     | 24,8 (76,6)     | 23,3 (73,9)     | 18,4 (65,1)     | 11,9 (53,4)     | 3,9 (39)        | −4,2 (24,4)     | 9,9 (49,8)      |
| Средњи минимум, °C (°F)    | −11,8 (10,8)    | −9,1 (15,6)     | −2,4 (27,7)     | 4,4 (39,9)      | 10,8 (51,4)     | 16,2 (61,2)     | 19,2 (66,6)     | 17,6 (63,7)     | 12,5 (54,5)     | 5,9 (42,6)      | −1,2 (29,8)     | −8,8 (16,2)     | 4,4 (39,9)      |
| Количина падавина, mm (in) | 24,4 (9,61)     | 28,2 (11,1)     | 59,2 (23,31)    | 85,3 (33,58)    | 93 (36,6)       | 113,3 (44,61)   | 96 (37,8)       | 106,7 (42,01)   | 89,7 (35,31)    | 66,5 (26,18)    | 45,5 (17,91)    | 33,5 (13,19)    | 841,3 (331,22)  |
| [ тражи се извор ]         |                 |                 |                 |                 |                 |                 |                 |                 |                 |                 |                 |                 |                 |

## Историја
Де Мојн израстао је из америчке војне утврде Форт Де Мојн, подигнуте 1843. на ушћу двеју ријека да се заштите Индијанци Саук и Фокс. Њихова заштита није дуго трајала, јер је већ 1845. крај отворен за нове досељенике са истока. Након тог се насеље брзо повећавало, па је 1851. добило статус града, а 1857. из имена му је избачено форт, и исте године постао је главни град Ајове умјесто дотадашњег Ајова Ситија.
Између 1910−1920 раст града се рапидно убрзао, кад су у његовој близини пронађене велике количине угља.

## Демографија
Према попису становништва из 2010. у граду је живело 203.433 становника, што је 4.751 (2,4%) становника више него 2000. године.
|                   | 2010.            | 2000.            |
| Укупно            | 203 433 (100,0%) | 198 682 (100,0%) |
| Белци             | 143 413 (70,50%) | 158 095 (79,57%) |
| Хиспаноамериканци | 24 334 (11,96%)  | 13 138 (6,613%)  |
| Афроамериканци    | 20 842 (10,25%)  | 16 025 (8,066%)  |
| Азијати           | 8 990 (4,419%)   | 6 946 (3,496%)   |
| Остали            | 5 854 (2,878%)   | 4 478 (2,254%)   |

## Привреда и школство
Данашњи Де Мојн је град снажне индустрије, гуме (Фајерстоун) и пољопривредне машине, али и јаки финансијски центар окренут фармерима (осигурање). Поред тог снажно је и издаваштво, које је исто тако намењено фармерима.
Град је и снажни образовни центар; Универзитет Дрејк, основан 1881, Медицински универзитет, основан 1898, Колеџ Гранд Вју (1881) и Пословни колеџ АБЦ (1921)

## Партнерски градови
- Гатино
- Сент Етјен
- Кофу
- Наукалпан де Хуарез
- Шиђаџуанг
- Паспебјак
- Ставропољ
- Катанцаро